# Institut für Historische Sozialforschung
Das Institut für Historische Sozialforschung (IHSF) ist ein geschichtswissenschaftliches Forschungsinstitut in Wien. Es wurde 1989 gegründet und steht seit 2019 unter der Leitung des Politikwissenschaftlers und Historikers Florian Wenninger. Das IHSF befasst sich vorwiegend mit der neueren Geschichte Österreichs.

## Forschung und Vermittlung
Die Forschungsschwerpunkte des IHSF umfassen die österreichische Gesellschaftsgeschichte seit 1848 in ihrem europäischen Kontext. Schwerpunkte bilden die Diktaturgeschichte des 20. Jahrhunderts sowie unterschiedliche Aspekte der österreichischen Gewerkschaftsgeschichte.
Neben seiner Forschungstätigkeit versteht sich das IHSF auch als Vermittlungseinrichtung. Das Institut veranstaltet regelmäßig Vorträge und Buchpräsentationen sowie Ausstellungen, darunter eine Ausstellung über die Widerstandskämpferin Muriel Gardiner in Kooperation mit dem Freud Museum London und dem Institut für Zeitgeschichte der Universität Wien sowie eine Ausstellung über den britischen Bergarbeiterstreik 1984/85. Gemeinsam mit der Universität Wien und dem Institut für Geschichte des Ländlichen Raums (IGLR) betreibt das IHSF das Social-Media-basierte Vermittlungsprojekt Wasbishergeschah.
Das IHSF vergibt Forschungsassistenzen und fungiert als Geschäftsstelle zweier Forschungsförderungsfonds, des Edith Saurer Fonds zur Förderung geschichtswissenschaftlicher Projekte und des Theodor Körner Fonds, einer der traditionsreichsten österreichischen Preise für Wissenschaft und Kunst. Unter den über 4000 Preisträgern befinden sich neben zahlreichen namhaften Wissenschaftlern auch zwei spätere Bundespräsidenten.

## Archiv
Das IHSF führt ein Archiv mit drei Sammlungsschwerpunkten: Geschichte der Arbeiterkammern und der österreichischen Gewerkschaftsbewegung, österreichische Zeitgeschichte sowie Sozial- und Arbeitsfotografie. Die Gewerkschaftssammlung des IHSF ist die größte ihrer Art in Österreich.